# District de Kani
Pour les articles homonymes, voir Kani (homonymie).
Kani (可児郡, Kani-gun) est un district situé dans la préfecture de Gifu, au Japon.
Le district avait une population estimée à 20 157 personnes en 2007. Il occupe une superficie de 56,61 km2.
La seule ville de ce district est Mitake.